# St. Johannis (Zeetze)

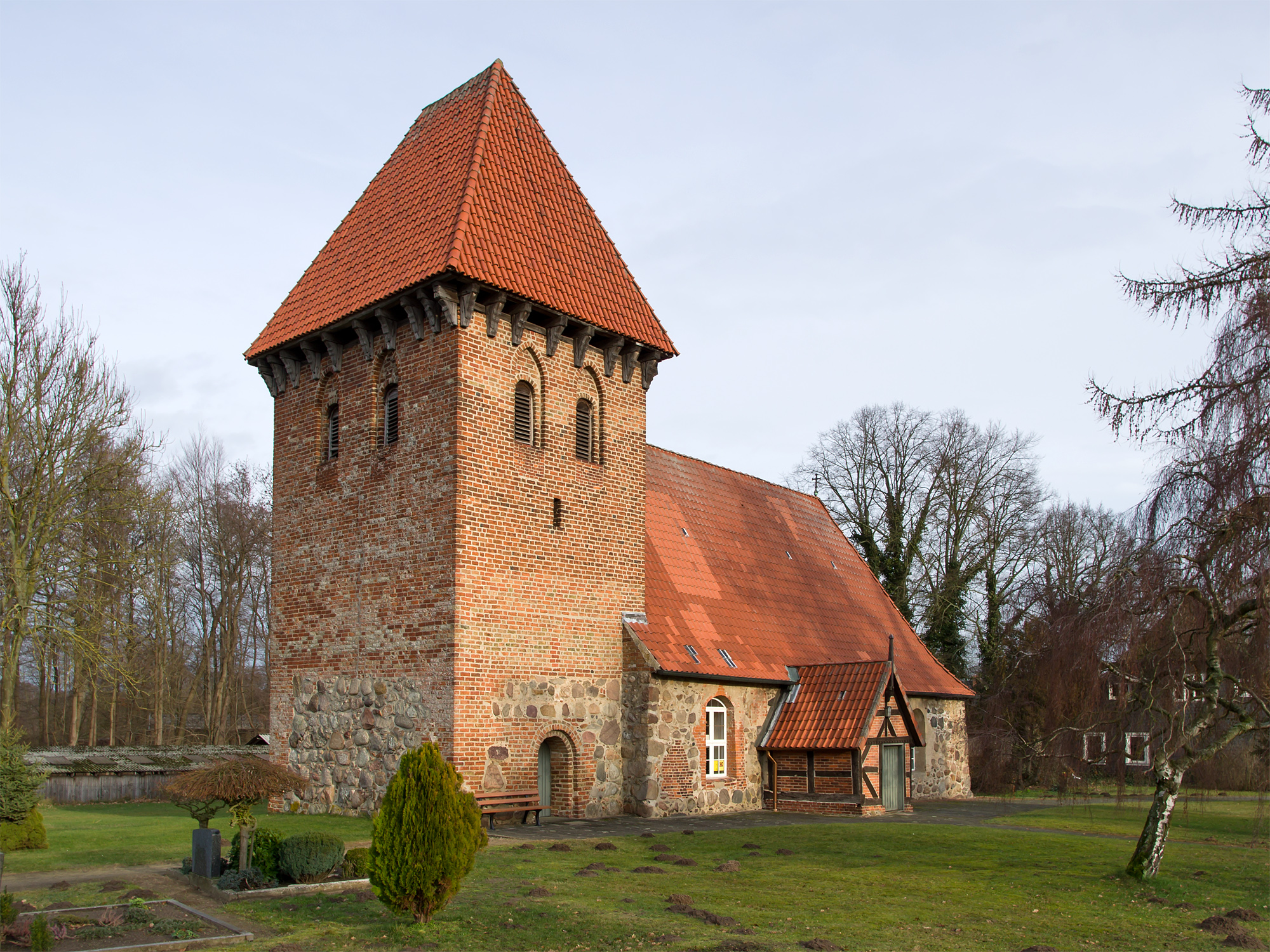
St. Johannis

Die evangelisch-lutherische Kirche St. Johannis steht in Zeetze, einem Ortsteil der Gemeinde Luckau im Landkreis Lüchow-Dannenberg in Niedersachsen. Die Kirche steht unter Denkmalschutz. Die Kirchengemeinde gehört zum Kirchenkreis Lüchow-Dannenberg im Sprengel Lüneburg der Evangelisch-lutherischen Landeskirche Hannovers.

## Beschreibung
Die romanische Saalkirche aus Feldsteinen und Backsteinen stammt aus dem 12. Jahrhundert. Auf dem spätgotischen Kirchturm im Westen befindet sich ein quergestelltes, auf Knaggen ruhendes Walmdach. Auf jeder Seite hat er je zwei rundbogige Klangarkaden in spitzbogigen Blenden. 
Der Innenraum wird von einer mit Rankenornamenten bemalten Holzdecke vom Anfang des 16. Jahrhunderts überspannt. Auf dem Altar vom Ende des 15. Jahrhunderts befindet sich eine Platte mit Weihekreuzen, die aus dem 12. Jahrhundert stammen. Im Schrein ist eine Kreuzigungsgruppe, auf den Flügeln sind je vier Apostel dargestellt. Aus dieser Zeit stammt auch das Vortragekreuz. Der Taufengel stammt aus dem 17. Jahrhundert.